# Austrolimnophila (Austrolimnophila) ephippigera
Austrolimnophila (Austrolimnophila) ephippigera is een tweevleugelige uit de familie steltmuggen (Limoniidae). De soort komt voor in het Afrotropisch gebied.